# Ambrogio Clerici
Ambrogio Clerici, italijanski general, * 18. november 1868, Costa de' Nobili, † 19. julij 1955, Milano.